# Autoportrait photographique
Pour les articles homonymes, voir Autoportrait (homonymie).

Nadar, Autoportrait "tournant", c. 1865.

Un autoportrait photographique est une photographie que l’artiste réalise de lui-même. Cette démarche est réalisée avec un appareil photographique, soit en photographiant son image se reflétant sur un miroir ou toute autre surface réfléchissante, soit en se prenant en photo à l'aide d'un retardateur ou d'un déclencheur à distance. Le photographe peut décider de s'intégrer dans la photo de différentes manières (prise de vue, cadrages, jeux de lumière…). 

## Histoire

### Robert Cornelius

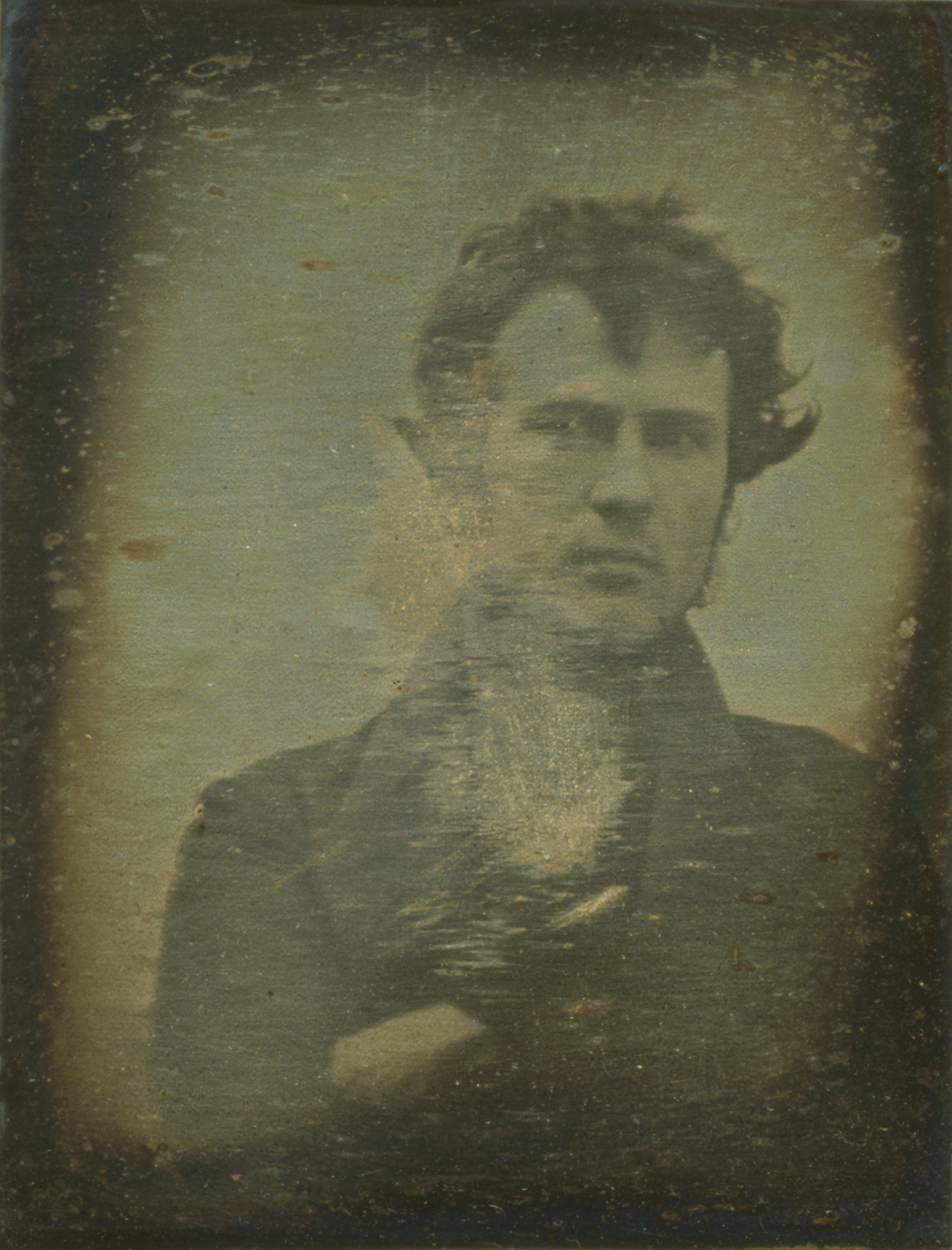
Robert Cornelius, Autoportrait, ca. 1839.

Le premier portrait photographique a été un autoportrait de Robert Cornelius (ca. 1839), hollandais ayant migré aux États-Unis. Fasciné par les expériences scientifiques, il a utilisé une technique issue de la métallurgie et de la science pour réaliser son autoportrait. Ses connaissances en chimie lui ont permis de réaliser le premier autoportrait photographique les yeux ouverts en réduisant le temps de pose. Ce portrait a été réalisé à Philadelphie en face de sa boutique entre Chestnut et Market Street. Le portrait est mal cadré car Robert Cornelius a oublié de se placer sur des traces prédéfinies pour être au centre de la photo. Au dos de cette photo est inscrit “la première image jamais prise par la lumière 1839”.

### Hippolyte Bayard

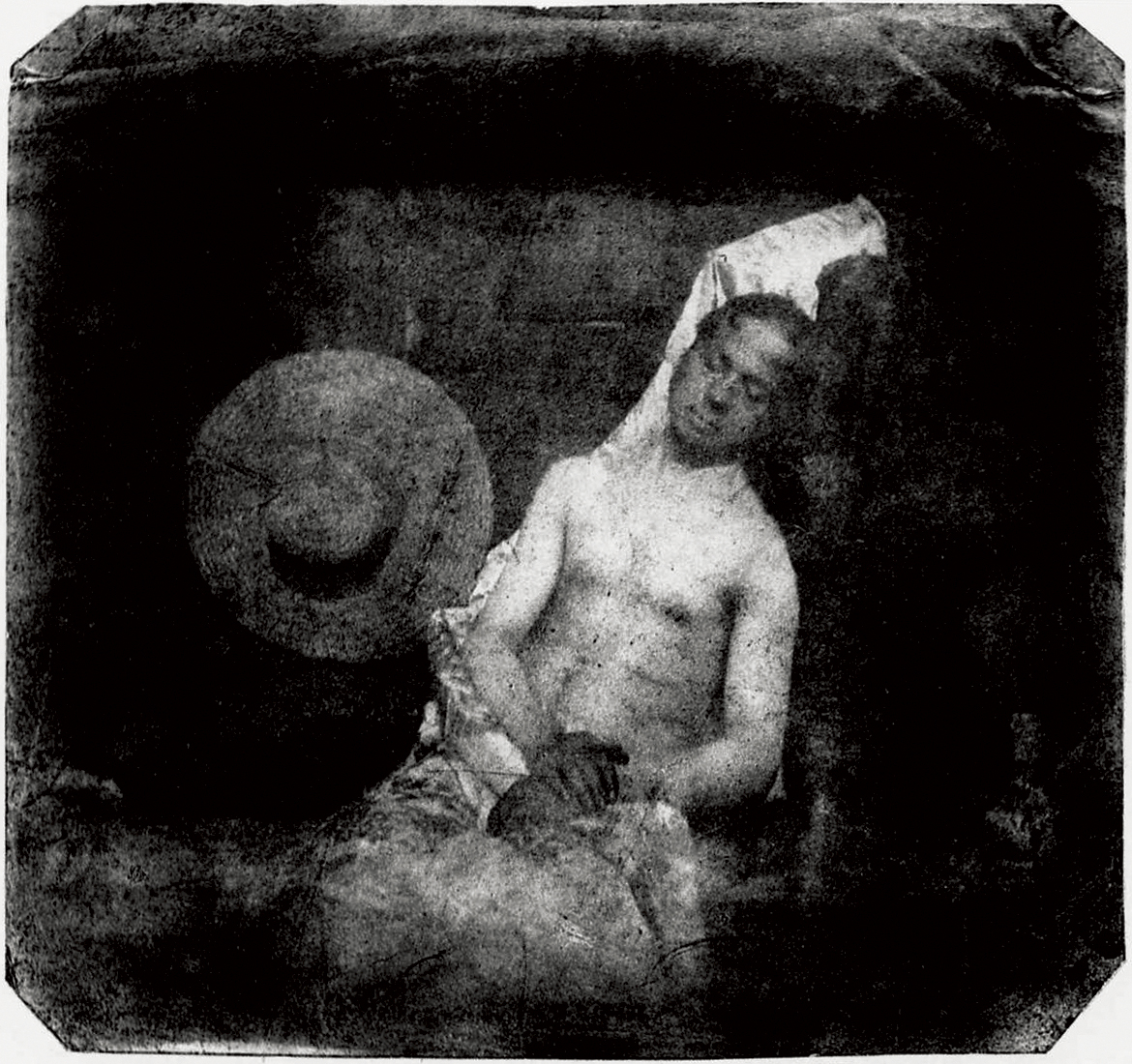
Hippolyte Bayard, Noyé, 1840.

Hippolyte Bayard était un photographe et inventeur français du XIXe siècle. Il a réussi à réduire le temps de pose en quinze minutes juste avant la présentation de ses travaux à l'Académie Royale des Beaux-Arts. Il fait de nombreux essais en 1837. Bayard est le premier à utiliser la chambre noire et à la suite de cela, il se photographie et réalise le « Noyé », qui est son plus célèbre autoportrait, réalisé en octobre 1840, suivi de sa légende : «Le cadavre du Monsieur que vous voyez ci-derrière est celui de M. Bayard, inventeur du procédé dont vous venez de voir, ou dont vous allez voir les merveilleux résultats. À ma connaissance, il y a à peu près trois ans que cet ingénieux et infatigable chercheur s’occupait de perfectionner son invention. L’Académie, le Roi et tous ceux qui ont vu ses dessins que lui trouvait imparfaits, les ont admirés comme vous les admirez en ce moment. Cela lui a fait beaucoup d’ honneur et ne lui a pas valu un liard. Le gouvernement, qui avait beaucoup trop donné à M. Daguerre, a dit ne pouvoir rien faire pour M. Bayard et le malheureux s’est noyé. Oh! Instabilité des choses humaines! Les artistes, les savants, les journaux se sont occupés de lui pendant longtemps et aujourd’hui qu’il y a plusieurs jours qu’il est exposé à la morgue, personne ne l’a encore reconnu, ni réclamé. Messieurs et Dames, passons à d’autres, de crainte que votre odorat ne soit affecté, car la tête du Monsieur et ses mains commencent à pourrir, comme vous pouvez le remarquer.». 

## Procédés techniques

### Cadrage
Le photographe peut utiliser différents types de cadrages dans son autoportrait : il peut être réalisé en en très gros plan, gros plan, plan américain en pied, plan italien, plan large, plan "taille", plan moyen...

### Points de vue
Différents points de vue peuvent être envisagés lors de la réalisation d'un autoportrait. Par exemple :
La Plongée qui est une prise de vue situant l'appareil photographique au-dessus du sujet. Il s'agit de l'inverse de la contre-plongée.
La Contre plongée : une prise de vue situant l'appareil photographique sous le sujet. Il s'agit de l'inverse de la plongée.

## Des artistes
C'est un genre pratiqué par beaucoup de photographes, soit de façon occasionnelle, comme l'ont fait Richard Avedon, Augusto De Luca, Robert Doisneau, André Kertész, Vivian Maier, Nadar, Helmut Newton, Irving Penn, Cindy Sherman, Jeanloup Sieff, Man Ray, Willy Ronis, Weegee, etc., soit de façon systématique, comme le font Samuel Fosso, Michel Lagarde, Arno Lam, Franck Landron, Christina Otero, Martin Parr, Philippe Ramette, Cindy Sherman, Christine Spengler, Jean-Louis Swiners, etc.
Cindy Sherman a étendu le genre de l’autoportrait par des variations sur les formes établies du portrait photographique, avec son propre corps comme sujet.

## La question du selfie
Un selfie — une auto-photographie faite dans un contexte social, événementiel ou touristique pour être utilisée sur un réseau social — est un autoportrait photographique.

## Galerie photographique

Autoportraits photographiques
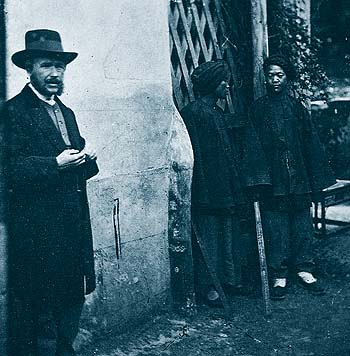
John Thomson, Autoportrait avec des soldats Honan, 1871
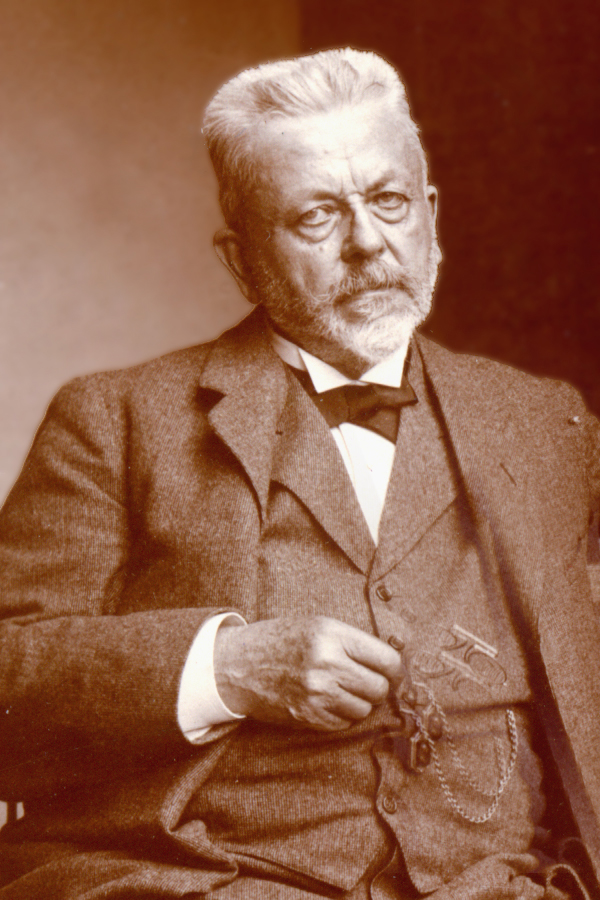
Lucien Bégule, Autoportrait, 1914.
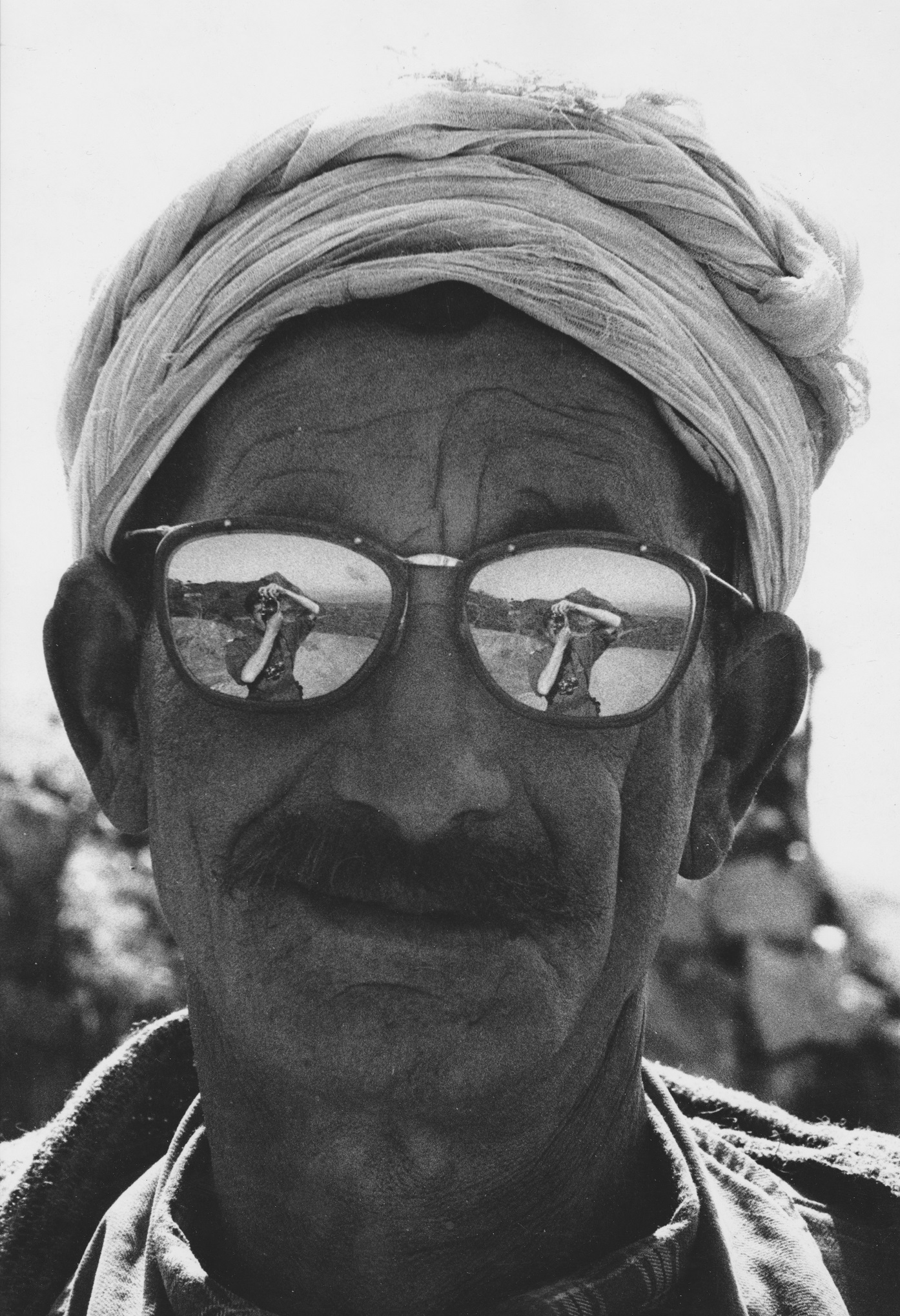
Jean-Louis Swiners, Autoportrait dans les lunettes d'un chef de village en Kabylie, 1958.
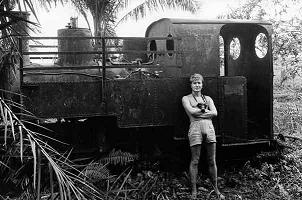
Jean-Louis Swiners, Autoportrait, Kribi, 1962.
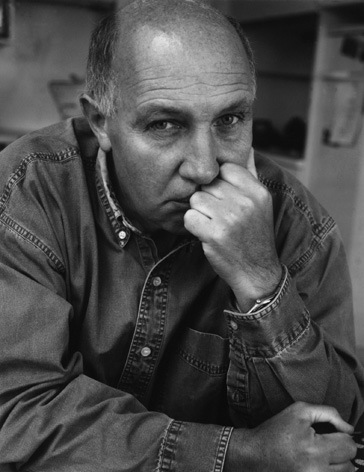
Raymond Depardon, Autoportrait, 1992.
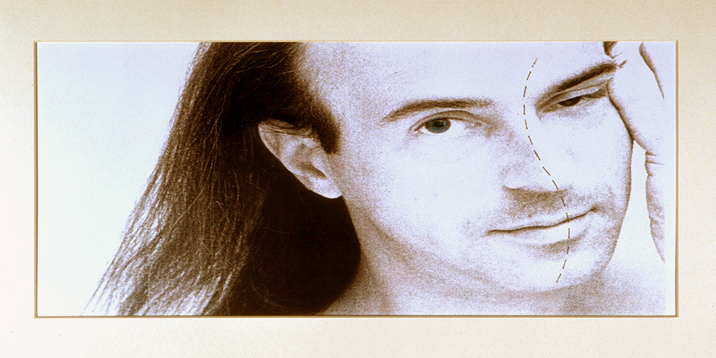
Sérgio Valle Duarte Yin-Yang Bio-art, 1988.
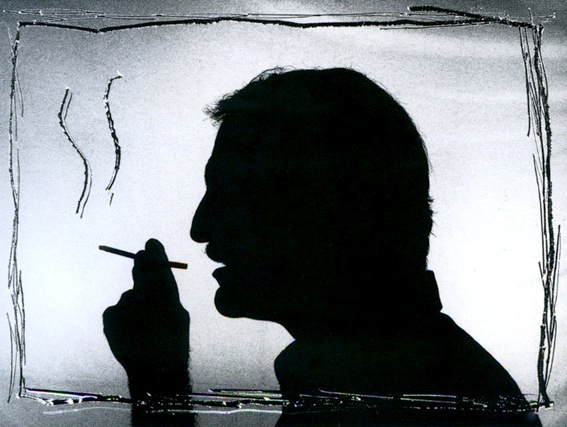
Augusto De Luca, Autoportrait, 2000.